# كورولا إي 140
كورولا إي 140 (بالإنجليزية: Toyota Corolla)‏ هي سيارة من صناعة تويوتا أنتجت في 2006.